# Трифонова, Анастасия Игоревна
Анастаси́я И́горевна Три́фонова (род. 17 декабря 1984) — российская легкоатлетка, специалистка по барьерному бегу. Выступала на профессиональном уровне в 2002—2010 годах, обладательница серебряной медали молодёжного чемпионата Европы, серебряная призёрка чемпионата России, победительница и призёрка первенств всероссийского значения, участница чемпионата Европы в Гётеборге. Представляла Московскую область и Красноярский край.

## Биография
Анастасия Трифонова родилась 17 декабря 1984 года. Занималась лёгкой атлетикой под руководством тренеров С. В. Носова, В. М. Маслакова, выступала за Российскую Армию.
Впервые заявила о себе в феврале 2002 года, когда на зимнем чемпионате России среди юниоров в Москве в беге на 60 метров с барьерами стала пятой.
В 2004 году выиграла серебряную медаль в беге на 400 метров с барьерами на молодёжном всероссийском первенстве в Чебоксарах.
В 2005 году в 60-метровом барьерном беге была четвёртой на зимнем молодёжном первенстве в Москве, в 400-метровом барьерном беге финишировала третьей на всероссийских соревнованиях в Сочи и первой на чемпионате России среди молодёжи в Туле. Попав в состав российской сборной, выступила на молодёжном европейском первенстве в Эрфурте, где завоевала серебряную награду, уступив только своей соотечественнице Елене Ильдейкиной.
В 2006 году была четвёртой на Кубке губернатора в Волгограде, первой на всероссийских соревнованиях в Сочи, второй на чемпионате России в Туле, десятой на Мемориале братьев Знаменских в Жуковском, второй на Кубке России в Туле. Благодаря череде удачных выступлений удостоилась права защищать честь страны на чемпионате Европы в Гётеборге, где в программе бега на 400 метров с барьерами дошла до стадии полуфиналов.
В 2008 году в 400-метровом барьерном беге превзошла всех соперниц на Кубке России в Туле, тогда как на чемпионате России в Казани стала шестой.
На чемпионате России 2009 года в Чебоксарах в финал не вышла.
В 2010 году пришла к финишу четвёртой на командном чемпионате России в Сочи и на Кубке России в Ерино, стартовала на чемпионате России в Саранске. По окончании сезона завершила спортивную карьеру.